# Hydrasterias ophidion
Hydrasterias ophidion är en sjöstjärneart som först beskrevs av Percy Sladen 1889.  Hydrasterias ophidion ingår i släktet Hydrasterias och familjen Pedicellasteridae. Inga underarter finns listade i Catalogue of Life.